# 石井靖幸
石井 靖幸（いしい やすゆき、1962年1月12日 - ）は日本の実業家。元ハーゲンダッツジャパン代表取締役社長。元内閣府政策参与。

## 人物
静岡県富士市出身。静岡県立富士高等学校を経て、1984年一橋大学商学部卒業、サントリー入社。米国ノースウェスタン大学ケロッグ経営大学院修了（MBA)。
ビール事業部課長等を経て、2002年サントリーアジア・中国事業部部長 兼 サントリー投資有限公司副総経理、2004年サントリービール事業部企画部部長、2006年サントリー食品事業部ウォータービジネス部部長。
2009年1月ハーゲンダッツジャパン顧問、3月同専務、9月同社長。シェアを落としている中、マーケティング部門の経験が長いことを買われ社長に就任。販売回復のため多様な販売手法を実験。社団法人日本アイスクリーム協会常務理事も務めた。
2011年サントリー酒類株式会社執行役員海外事業部副事業部長。2013年サントリーオーストラリア取締役会長。2015年内閣府政策参与（経済財政運営）。2016年APEC防災担当高級実務者協議日本政府代表。
2017年経済同友会調査役。2019年経済同友会執行役（国際事業統括・政策調査）。2022年経済同友会事務局長特別補佐。2023年駿府楽市代表取締役社長。
地元静岡の清水エスパルスのファン。